# Alien (Northlane)
Alien è il quinto album in studio del gruppo progressive metalcore australiano Northlane, pubblicato il 2 agosto 2019 dalla UNFD. Questo è l'ultimo album in cui appare il bassista Alex Milovic, presente solo nella traccia Vultures, ed il primo con il nuovo bassista Brendon Padjasek. A differenza delle precedenti uscite, questo album è autoprodotto dalla band. Questo disco prosegue l'avvicinamento a sonorità più sperimentali ed alternative già riscontrato nel precedente album Mesmer, con l’aggiunta di elementi EDM ed industrial.
Alien è il terzo album consecutivo dei Northlane ad aggiudicarsi il premio di migliore album hard rock/heavy metal agli ARIA Music Awards.

## Tracce
1. Details Matter – 4:05
2. Bloodline – 3:25
3. 4D – 4:11
4. Talking Heads – 3:50
5. Freefall – 4:02
6. Jinn – 4:01
7. Eclipse – 4:02
8. Rift – 3:59
9. Paradigm – 3:23
10. Vultures – 3:47
11. Sleepless – 4:37

## Formazione
- Marcus Bridge – voce
- Jon Deiley – chitarra solista
- Josh Smith – chitarra ritmica
- Brendon Padjasek – basso, cori
- Nic Pettersen – batteria
- Alex Milovic – basso (traccia 10)

## Classifiche
| Classifica (2019)              | Posizione massima |
| ------------------------------ | ----------------- |
| Australia (ARIA Charts)        | 3                 |
| Svizzera (Schweizer Hitparade) | 72                |
| Stati Uniti (Top Heatseekers)  | 6                 |